# 志賀葉一
志賀 葉一（しが よういち、1949年 - ）は、日本の撮影技師。東京都出身。照明を兼務する作品も多く、その意味では撮影監督と呼べる。別名義「清水正二」として活動する事もある。
一般映画、ピンク映画、オリジナルビデオがメインフィールド。またテレビドラマ（主に2時間ドラマ）、CM、VP、ミュージックビデオも手がけている。

## 主な作品

### 一般映画
- ヘリウッド（1982年）
- コミック雑誌なんかいらない!
- 愛しのハーフ・ムーン
- 四月怪談
- 木村家の人々
- またまたあぶない刑事(撮影別班)
- ラスト・フランケンシュタイン
- ナンミン・ロード
- 探偵　ハーレム・ノクターン
- くまちゃん
- お天気お姉さん(Vシネマ版)
- 新・百合族 先生、キスしたことありますか?
- 新・百合族2
- 新・百合族3
- 82分署
- なぞの転校生
- 富江 re-birth
- 完全なる飼育 秘密の地下室
- ミラーマンREFLEX
- 歌謡曲だよ、人生は 第6話「ざんげの値打ちもない」
- アンダンテ 〜稲の旋律〜
- 奴隷船
- 姉ちゃん、ホトホトさまの蠱を使う
- 富士見二丁目交響楽団シリーズ 寒冷前線コンダクター
- バルーンリレー
- 篤姫ナンバー1
- 農家の嫁 三十五歳、スカートの風
- ぼくが処刑される未来

### テレビドラマ
- 震える目 通勤快速電車衝動殺人事件
- 九門法律相談所10「大切な人」
- ウソコイ（1話～4話、7話～11話を担当）
- 豪華客船クルーズ殺人案内（BSジャパン）
- 松本清張スペシャル『一年半待て』（2002年、日本テレビ）
- 相棒～警視庁ふたりだけの特命係(1)
- 温泉仲居探偵の事件簿(1)宇奈月～魚津連続殺人事件～
- 犯罪交渉人ゆり子III
- 朝食亭（WOWOW）
- 松本清張特別企画『聞かなかった場所』（2011年、テレビ東京）